# Juan Pablo Varillas
Juan Pablo Varillas Patiño-Samudio (Lima, 6 oktober 1995) is een Peruviaans tennisser.

## Carrière
Varillas maakte zijn profdebuut in 2013. In 2018 won hij een zilveren medaille in het dubbelspel samen met Jorge Panta op de Zuid-Amerikaanse Spelen en een bronzen medaille in het enkelspel. In 2019 won hij zijn eerst challenger dat jaar wist hij in totaal twee challengers te winnen. In 2021 won hij zijn derde en vierde challenger en nam deel aan de uitgestelde Olympische Spelen waar hij. In 2022 won hij zijn vijfde challenger en speelde de eerst ronde op Roland Garros maar verloor van Félix Auger-Aliassime.

## Palmares
| Legenda                       | Legenda               |
| ----------------------------- | --------------------- |
| Grand Slam                    |                       |
| Olympische Spelen             |                       |
| tot 2009                      | vanaf 2009            |
| Tennis Masters Cup            | ATP Finals            |
| ATP Masters Series            | ATP Tour Masters 1000 |
| ATP International Series Gold | ATP Tour 500          |
| ATP International Series      | ATP Tour 250          |

### Enkelspel
| Nr.                  | Datum            | Toernooi      | Ondergrond | Tegenstander in finale | Score         | Details |
| -------------------- | ---------------- | ------------- | ---------- | ---------------------- | ------------- | ------- |
| gewonnen challengers |                  |               |            |                        |               |         |
| 1.                   | 6 oktober 2019   | Campinas      | Gravel     | Juan Pablo Ficovich    | 2-6, 7-6, 6-2 |         |
| 2.                   | 13 oktober 2019  | Santo Domingo | Gravel     | Federico Coria         | 6-3, 2-6, 6-2 |         |
| 3.                   | 9 mei 2021       | Biella        | Gravel     | Guido Andreozzi        | 6-3, 6-1      |         |
| 4.                   | 10 oktober 2021  | Santiago      | Gravel     | Sebastián Báez         | 6-4, 7-5      |         |
| 5.                   | 20 november 2022 | São Leopoldo  | Gravel     | Facundo Bagnis         | 7-6, 4-6, 6-4 |         |

## Resultaten grote toernooien
| Legenda | Legenda                          |
| ------- | -------------------------------- |
| g.t.    | geen toernooi gehouden           |
| l.c.    | lagere categorie                 |
| –       | niet deelgenomen                 |
| G       | uitgeschakeld in de groepsfase   |
| 1R      | uitgeschakeld in de eerste ronde |
| 2R      | uitgeschakeld in de tweede ronde |
| 3R      | uitgeschakeld in de derde ronde  |
| 4R      | uitgeschakeld in de vierde ronde |
| KF      | uitgeschakeld in de kwartfinale  |
| HF      | uitgeschakeld in de halve finale |
| F       | de finale verloren               |
| W       | het toernooi gewonnen            |
| w-v     | winst/verlies-balans             |

### Enkelspel
| toernooi          | 2022 |
| ----------------- | ---- |
| Australian Open   | –    |
| Roland Garros     | 1R   |
| Wimbledon         | –    |
| US Open           | –    |
| titels per jaar   | 0    |
| eindejaarsranking |      |